# Jeremy Irvine
Jeremy William Fredric Smith, känd professionellt som Jeremy Irvine, född 18 juni 1990 i Gamlingay, Cambridgeshire, är en brittisk skådespelare och fotomodell. Han är mest känd för sin roll som Albert i filmen War Horse (2011). Han spelar dessutom rollen som Daniel Grigori i filmen Fallen (2016), som är baserad Lauren Kates roman med samma namn.

## Filmografi
| År   | Titel                                | Roll              | Noteringar |
| ---- | ------------------------------------ | ----------------- | --- |
| 2009 | Life Bites                           | Luke              | 12 avsnitt |
| 2011 | War Horse                            | Albert Narracott  | Nominerad – London Film Critics' Choice Award för Young British Performer of the Year Nominerad – Empire Award för Best Male Newcomer |
| 2012 | Now Is Good                          | Adam              | |
| 2012 | Great Expectations                   | Pip               | |
| 2013 | The Railway Man                      | Eric Lomax        | |
| 2014 | A Night in Old Mexico                | Gally             | |
| 2014 | The World Made Straight              | Travis            | |
| 2014 | The Woman in Black 2: Angel of Death | Harry Burnstow    | |
| 2015 | The Bad Education Movie              | Atticus Hoye      | |
| 2016 | Fallen                               | Daniel Grigori    | |
| 2018 | Mamma Mia! Here We Go Again          | Sam Carmichael    | |
| 2021 | Dalgliesh                            | Charles Masterson | |